# 精靈協奏曲
《精靈協奏曲》是日本工畫堂工作室於2006年8月11日出推出的音樂遊戲，為Music Angel Collection的第一彈。

## 故事簡介
在一個晴朗的日子，嵩科愁正在為比薩店送外賣。經過河邊時，看到了一個女孩子在唱歌。「她真是一個音痴」愁想著。
其後，愁再遇上那個女孩子。正當女孩過馬路時，突然有車駛過來，愁試圖救那個女孩卻雙雙被掉下的鋼筋砸中而死亡。
沒想到兩個人的靈魂竟然意外地來到人世及冥界的交集點「康薩瓦特里」，兩個人在毫無準備的狀況下必須參加一對一的音樂比賽，贏的人可以回到人間，輸的人必須到天國重新輪迴。
不幸的，愁的對手正是那個女孩—暮里菜蔥。為了安撫菜蔥對於自己不擅唱歌的難過情緒，愁與菜蔥約定好一起練習，直到比賽當天。
而愁無意中發現的一台老舊鋼琴，改變了兩個人的命運……

## 登場人物
嵩科 愁
高中生。小時候母親病逝，父親在外有了年輕女人後便一去不回，因此必須到處打工以維持己身及兩個妹妹的生計。小時候練過鋼琴。
暮里 菜葱 （聲優：後藤邑子）
愁在河邊遇到的女孩，一樣是高中生。表面上看起來是個很好妥協的人，實際上個性非常頑固、不認輸的女生。由於以前住過關西，當情緒爆發的時候會轉成關西腔，曾經用關西腔與鳴海對罵過。夢想是當一位配音員，主角初次遇見她的時候她正要去報考，但最後因為唱歌五音不全的關係而沒有選上，車禍就是在她回程的時候發生的。
音樂精靈 皮雅諾
主角找到的鋼琴中的音樂精靈，由於該鋼琴年代悠久，與過去使用者的情感形成了她。在長期的沉睡中被愁的琴聲及菜蔥的歌聲喚醒，為了找回記憶希望兩人每天合奏。身上穿的衣服是以鋼琴的黑白色調構成。說話的時候會有一些特殊的用法，比如說習慣在名字後面加上「唷」等等。
原設定為喜歡吃杏仁巧克力，在劇情裡曾經有要求過（但因為要求過多而被菜蔥拒絕），而loading圖中也有吃巧克力的圖，但是劇情從來沒有吃杏仁巧克力的橋段或是CG。
鳴海 澄香
因為病危也被送到了康薩瓦特里，但實際上體育非常好。個性反骨，說話帶刺的個性常令週遭的人感到困擾，多嘴的特性常常讓她被花山田懲罰。總是與菜蔥在一起，對於愁與菜蔥兩人一起練習的事很有意見。不知道為什麼，不准別人稱呼她的名字「澄香」。
邊 徹郎
實習醫師，是所有學生中年紀最大的一位。是鳴海在音樂會上的對手，因此鳴海對他的態度非常差勁。
花山田 茉莉花
康薩瓦特里學園的老師，實際身分是一位天使。對於吵鬧學生的標準懲罰就是用魔法變出OK蹦貼住嘴巴。刻意對學生隱瞞自己的名字「茉莉花」，用「花山田」自稱，但是校長總是用「茉莉花老師」稱呼她。

## 世界觀
「康薩瓦特里」是一個介於人世及冥界之間的世界。在人世間存活8888天之內的人，如果死亡之時抱有強烈的執念就會來到康薩瓦特里，在當地的學園上課，在這個世界裡沒有死亡，就算從高樓摔下來也只會有疼痛。
另外，凡是被遺棄的物品，也會被丟到這個世界來，皮雅諾就是因此來到康薩瓦特里來的。
康薩瓦特里學園
所有近來的靈魂都會進入這間學園，靈魂會暫時在學校裡的宿舍居住。
在學園會上與一般學生相同的課程，也會上基礎的音樂，為復活音樂會作準備。
復活音樂會
來到這個世界上的靈魂必須強迫參加的比賽，採取一對一比賽，不限樂器或聲樂，贏的人可以回到人間，輸的人會到天國等待下一次的輪迴。
銷售商品的巷子
被遺棄的物品會被傳送到這裡，當地的黑子會修復這些物品與人交換。愁就是在這裡交換到鋼琴的。
存在之林
康薩瓦特里的森林，有兩條叉路，一條是通往讓靈魂接受洗禮的「恩賜之泉」，另一條則是通往「毀滅之泉」，浸入泉水的人會整個消失掉，連天國也不能去，因此被施以結界不能進入。
黑子
存在於康薩瓦特里的生物，黑子是主角對他們的稱呼，無法說話，只能用版子書寫表示。
平時到處利用被送到康薩瓦特里的物品與人交易。
天使
在人間的善德達到一定的程度，會被選召為見習天使，此時的存在不是人類也不是鬼魂，也不會衰老。
神
是康薩瓦特里的主宰，學園的校長，復活音樂會的裁判。平時以布娃娃作為媒介，倚靠花山田在校園裡移動。
雪
無法復活的靈魂的執念會殘留在康薩瓦特里，在夜間以雪的型態呈現。
但是復活音樂會如果有人能奏出引起這些靈魂共鳴的音樂，就會下起金黃色的雪。不過距最後一次的金黃之雪已經是三百多年前了。

## 歌曲
無印
- 「朝這道路的遠方前進」（本作片頭曲）
  - 主唱：暮里 菜葱(後藤 邑子)
  - 作詞・作曲：橋本 みゆき
  - 編曲：景家 淳

- 「約好的那一天」
  - 主唱：暮里 菜葱(後藤 邑子)
  - 作詞・作曲：橋本 みゆき
  - 編曲：鈴木 マサキ

- 「旋律」
  - 主唱：暮里 菜葱(後藤 邑子)
  - 作詞・作曲：橋本 みゆき
  - 編曲：田辺 トシノ

- 「你的聲音 我的指尖 兩人的夢」
  - 主唱：暮里 菜葱(後藤 邑子)
  - 作詞・作曲：橋本 みゆき
  - 編曲：ms-jacky

- 「epilogue」（片尾曲）
  - 主唱：後藤 邑子
  - 作詞・作曲：橋本 みゆき
  - 編曲：景家 淳

Refrain新增歌曲
- 「未來的回憶」（本作片頭曲）
  - 主唱：暮里 菜葱(後藤 邑子)
  - 作詞・作曲：橋本 みゆき
  - 編曲：鈴木 マサキ

- 「Girl Pop Soldier」
  - 主唱：鳴海澄香(千葉紗子)＆桐嶋姫依(藤村歩)
  - 作詞・作曲：橋本 みゆき
  - 編曲：田辺 トシノ

- 「無盡的故事」
  - 主唱：花山田 茉莉花(木村 亜希子)
  - 作詞・作曲：橋本 みゆき
  - 編曲：ms-jacky

## 外部連結
- 工畫堂工作室 （页面存档备份，存于）（日語）
- 精靈協奏曲官方介紹 （页面存档备份，存于）（日語）
- 中文版介紹（繁體中文）